# Riu Piedras
El Piedras és un riu costaner al sud-oest de la península Ibèrica, el qual circula enterament per la província de Huelva. Neix al terme municipal de El Almendro, encara que la major part dels rierols que l'originen i que procedeixen de la sierra del Almendro, neixen al terme municipal de Villanueva de los Castillejos. Discorre de nord a sud i desemboca entre la Flecha de Nueva Umbria (Lepe).
El Piedras deu el seu nom als còdols que dipositava el riu als marges i llera del mateix amb les avingudes, malgrat tenir escàs cabal la resta de l'any, cosa que li conferia un curs força pedregós. La gestió dels recursos hídrics de la conca del Piedras correspon a la Demarcació Hidrogràfica del Tinto, Odiel i Piedras (DHTOP), competència del a Junta d'Andalusia. Anteriorment pertanyia a la demarcació hidrogràfica de les Conques Atlàntiques Andaluses.

## Conca
Tot i la seva escassa longitud (40 km) i les petites irregularitats del relleu, la conca del Piedras és força extensa (549,5 km²) i té la forma típica d'un drenatge dendrític, com seria la dels nervis d'una fulla palmatinèrvia, especialment a la seva conca superior, on es reuneixen gairebé una vintena de rierols de la Sierra del Almendro en dos o tres braços principals que s'uneixen al seu torn, a l'embassament del Piedras. De tots aquests rierols el més cabalós és el que neix al terme municipal de El Almendro, una mica més d'1 km cap al nord-oest de Villanueva de los Castillejos. Precisament, aquest fet és el que justifica aquesta major extensió de la que hauria de no tenir nombrosos afluents gairebé tan importants com el riu principal.

## Infraestructures
Conté diversos embassaments al llarg del curs:
- Embassament de Tres Picos,[6] molt a prop del seu naixement i que compleix únicament funcions de regularització del cabal.
- Embassament del Piedras,[7] el major i el canal del qual connecta amb el canal d'abastament de la zona industrial de Huelva, a més de donar origen a diverses séquies o canals de reg.
- Embassament de los Machos,[8] que dona origen a diverses séquies o canals de reg.

Al curs del riu Piedras s'hi han construït al llarg del temps diversos molins mareals, tots ells de reflux i rodet segons l'anàlisi de les restes que queden visibles. Van estar en ús probablement des del segle XV fins al segle xix.
Amb vista des del naixement del riu cap a la seva desembocadura, es té constància dels següents molins, inscrits en el Catàleg General del Patrimoni Històric Andalús:
- Molí de la Barca (Lepe)
- Molí de Valletaray (Lepe)
- Molí de la Higuera (Lepe)